# Verski ep
Verski ali religiozni ep (lat. religio, pobožnost, vera) zajema snov iz biblije in cerkvene zgodovine.
Največji verski ep v svetovni književnosti je Dantejeva Božanska komedija. Božanska komedija je tudi oblikovno najdovršenejši ep vseh časov. Izmed treh delov (Pekel, Vice, Raj) ima vsak po triintrideset spevov, tako da jih je z uvodnim spevom sto. Ep je zložen v tercinah.
Celoten prevod Božanske komedije v slovenščino je delo J. Debevca. Med prevajalci posameznih spevov sta najmočnejša O. Župančič in C. Zlobec. A. Gradnik pa je prevedel cel »Pekel«.
Iz novejše svetovne literature sta znana še dva verska epa: pri Angležih Miltonov Izgubljeni raj (Paradise lost) in pri Nemcih Klopstockov Mesija (Messias). Milton v svojem delu s sijajnimi opisi in veličastnem stilu prikazuje življenje Adama in Eve v raju, njun greh in izgon, Klopstock pa obširno Jezusovo življenje in prihod v Jeruzalem.
V južnoslovnski literaturi sta znana religiozna epa Luč mikrokozmosa (Luča mikrokozma) delo Črnogorca Petra Petrovića Njegoša in Prvi ljudje (Prvi ljudi) Hrvata Petra Preradovića.